# II. Fliegerkorps
II. Fliegerkorps var en tysk flygkår under andra världskriget. Den sattes upp i Frankfurt am Main den 11 oktober 1939. Kåren kom att deltaga i både invasionen av Frankrike och slaget om Storbritannien. Den 15 november 1941 förflyttades kåren till Medelhavsområdet. Kåren slogs samman med Feldluftgau XXX den 29 augusti 1944 och benämndes Kommandierenden General der Deutschen Luftwaffe Nordbalkan för att i november återgå till sin gamla benämning. Den 2 april 1945 omvandlades kåren till Luftwaffenkommando Nordost.

## Frankrike
Flygkåren tillhörde Luftflotte 3 under den första delen av anfallet västerut, men överfördes till Luftflotte 2 inför slut

### Organisation
Flygkårens organisation i maj 1940:
- 3./Fernaufklärungsgruppe 121
- Kampfgeschwader 2
- Kampfgeschwader 3
- Kampfgeschwader 53
- Jagdfliegerführer 3

## Slaget om Storbritannien

### Organisation
- Kampfgeschwader 2 Arras , (Major-General Johannes Fink)
  - I. Gruppe,  Dornier Do 17,  Epinoy,  Major Martin Gutzmann (nedskjuten 26 augusti), ej ersatt förrän den 4 september.[2]
  - II. Gruppe,  Dornier Do 17,  Arras,  Major Paul Weitkus
  - III. Gruppe,  Dornier Do 17,  Cambrai,  Major Adolph Fuchs
- Kampfgeschwader 3 Le Culot, (Oberstleutnant von Chamier-Glisczinski)
  - I. Gruppe,  Dornier Do 17,  Le Culot,  Oblt. Gabelmann
  - II. Gruppe,  Dornier Do 17,  Antwerpen/Deurne,  Hptm. Pilger
  - III. Gruppe,  Dornier Do 17,  Sint-Truiden,  Hptm. Rathmann
- Kampfgeschwader 53 Lille-Nord ,(Oberstleutnat Stahl)
  - I. Gruppe ,  Heinkel He 111 ,  Lille-Nord ,  Major Kauffmann
  - II. Gruppe ,  Heinkel He 111 ,  Lille-Nord ,  Major Winkler
  - III. Gruppe ,  Heinkel He 111 ,  Lille-Nord ,  Major Edler von Braun
- Sturzkampfgeschwader 1 Pas de Calais ,(Hauptmann Keil)
  - II. Gruppe ,  Junkers Ju 87 ,  Pas de Calais ,  Hptm. A. Keil
  - IV. Gruppe ,  Junkers Ju 87 ,  Tramecourt ,  Hptm. Von Brauchitsch
- Erprobungsgruppe 210 Calais-Marck ,(Hauptmann Rubensdörrfer)
  - 1. Staffel ,  Messerschmitt Bf 110 ,  Calais-Marck ,  Hptm. W. Rubensdorffer
  - 2. Staffel ,  Messerschmitt Bf 110 ,  Calais-Marck ,  Hptm. W. Rubensdorffer
  - 3. Staffel ,  Messerschmitt Bf 109 ,  Calais-Marck ,  Hptm. W. Rubensdorffer
- Lehrgeschwader 2
  - I. (Jagd) Gruppe ,  Messerschmitt Bf109 ,  Leeuwarden (till 4 augusti)/Calais,  Hptm Hanns Trübenbach (till 18 augusti), Hptm Bernhard Mieklke (21-30 augusti)
  - II.(Schlacht) Gruppe ,  Messerschmitt Bf109 , Större del av förbandet baserat i Böblingen, delar förflyttade till Calais den 13 augusti,  Hptm Otto Weiß
  - 7(F). Gruppe ,  Messerschmitt Bf110 , Gent/Bryssel
  - 9.(H). Gruppe (Pz) ,  Messerschmitt Bf110/ Henschel Hs 126

## Befälhavare
Flygkårens befälhavare:
- Generaloberst Bruno Loerzer   (11 okt 1939 - 23 feb 1943)
- Generalleutnant Martin Harlinghausen   (23 feb 1943 - 12 juni 1943)
- General der Flieger Alfred Bülowius (12 juni 1943 - 30 juni 1944)
- Generalleutnant Kurt Kleinrath   (30 juni 1944 - 29 aug 1944)
- General der Flieger Johannes Fink   (1 dec 1944 - ? jan 1945)
- General der Flieger Stefan Fröhlich   (? jan 1945 - 1 feb 1945)
- General der Flieger Martin Fiebig   (1 feb 1945 - 12 apr 1945)

## Högkvarter
| Datum           | Ort               |
| --------------- | ----------------- |
| 10.39 - 5.40    | Frankfurt am Main |
| 24.5.40         | Bastogne          |
| 7.40 - 6.41     | Gent              |
| 6.41 - 7.41     | Warszawa          |
| 7.41 - 9.41     | Kaluga            |
| 9.41 - 10.41    | Shatalovo         |
| 10.41           | Juchnow           |
| 10.41 - 4.12.41 | Kaluga            |
| 4.12.41 - 6.43  | Taormina          |
| 6.43 - 9.43     | Sala Consilina    |
| 9.43 - 10.43    | Merate            |
| 10.43 - 12.43   | Verona            |
| 12.43 - 12.6.44 | Compiegne         |
| 12.6.44 - 8.44  | Chartres          |
| 8.44 - 29.8.44  | Nisch             |
| 29.8.44 - 11.44 | Agram             |
| 11.44 - 3.2.45  | Fünfkirchen       |
| 3.2.45 - 2.4.45 | Berlin            |